# Ordnungssystem
Ein Ordnungssystem definiert eine Ordnung und beschreibt ein Ordnungsprinzip.
Ein Ordnungssystem ist durch die Menge aller zur Indexierung der Dokumentationseinheiten zugelassenen Deskriptoren mit den dazugehörigen Erläuterungen und Hinweisen definiert. Dabei ist es auf die zu ordnende Thematik ausgerichtet und begrenzt. Es ist nach einem bestimmten dokumentarischen Grundgedanken, dem Ordnungsprinzip, aufgebaut.
Typische Ordnungsprinzipien sind Klassifikation, Register, Facettenklassifikation, Begriffskombination, Freitextsuche und Vektorraummodell. Die Größe eines Ordnungssystems ergibt sich aus der Anzahl der in ihm enthaltenen verbindlichen Deskriptoren. Enthält es neben den Deskriptoren weitere ergänzende Vokabeln sowie viele Erläuterungen und Hinweise, so spricht man von einem gut ausgebauten bzw. komfortablen Ordnungssystem.